# Бодружалик
Бодружалик (словац. Bodružalík) — річка в Словаччині у регіоні Шариш, права притока Ладомірки, протікає в окрузі Свидник.
Довжина приблизно 4.5-6 км. Витік знаходиться в масиві Лаборецька Верховина (схил гори Козі Врх — на території природоохоронної території Східні Карпати) — на висоті близько 500 метрів. Протікає територією сіл Бодруджаль і Крайня Поляна..
Впадає в Ладомірку на висоті приблизно 350 метрів.